# Hoffmann & Kollmann
Hoffmann & Kollmann ist eine deutsche Radiosendung des Hörfunksenders egoFM. Moderiert wird die Sendung von Elise Hoffmann und Dominik Kollmann. Sie ging nach einer Probesendung endgültig am 2. Juli 2011 auf Sendung. Von 2011 bis 2015 wurde sie samstäglich von 16 bis 21 Uhr ausgestrahlt. 2015 wechselte Dominik Kollmann zu Radio Energy. Daraufhin wurde die Sendung eingestellt. Erst nach seiner Wiederkehr 2018 wurde sie wieder ins Leben gerufen. Seit Januar 2020 wird sie unter dem Namen Die Hoffmann & Kollmann Radioshow immer freitags von 16 bis 20 Uhr auf egoFM ausgestrahlt.

## Inhalt
Ihre Moderation ist geprägt von Dialogen. Oft erzählen sie sich und den Hörern wahre oder frei erfundene Anekdoten aus ihrem Privatleben, sprechen über aktuelle Ereignisse, schweifen ab oder übertreiben. Für die Hörer besteht die Möglichkeit, sich interaktiv an der Sendung zu beteiligen, ihre Meinung kundzutun und sich Musiktitel zu wünschen. Obwohl sie sich in der Sendung siezen und einander gelegentlich beleidigen, sind die beiden gut befreundet.
In unregelmäßigen Abständen senden die beiden Moderatoren aus anderen Städten des Sendegebietes, bei denen die Hörer live vor Ort dabei sein können. So realisierten sie im Juli 2019 eine interaktive 14-stündige Livesendung vom Wörthsee bei München. Im Dezember 2019 sendeten sie aus einer Holzhütte eines Weihnachtsmarktes auf dem Marienplatz in Stuttgart. Seit Beginn der COVID-19-Pandemie und den dazu ausgerufenen Ausgangsbeschränkungen in Deutschland wird die Sendung live aus dem privaten Wohnzimmer Kollmanns ausgestrahlt.
Von Oktober 2023 bis September 2024 moderierten die beiden Moderatoren gemeinsam die Morgensendung Die egoFM Morningshow täglich von 6 bis 10 Uhr bei egoFM.

## Auszeichnungen
Im August 2024 wurde die Sendung Die Hoffmann & Kollmann Radioshow für den Deutschen Radiopreis in der Kategorie „Bestes Entertainment“ nominiert.

## Sonstiges
Seit Mai 2020 produzieren Hoffmann & Kollmann im Anschluss zu ihrer Livesendung ihren Podcast „Völlig überzogen“. Darin versorgen sie ihre Hörer mit Geschichten und Storys, die es nicht in die Sendung geschafft haben. So sprechen die beiden mit Menschen, die außergewöhnliche Jobs haben, fesselnde Geschichten erzählen können und einzigartiges erlebt haben. Abenteurer, Charakter, Persönlichkeiten – Hauptsache alles andere als Alltag. 2021 war der Podcast in der Kategorie Publikumspreis für den Deutschen Podcastpreis nominiert.
Regelmäßig engagieren sich Hoffmann & Kollmann ehrenamtlich. So halfen sie im Dezember 2019 für einen Tag bei der Münchner Tafel mit. In einem daraus entstandenen Radiobeitrag machten sie auf die dringliche Notwendigkeit der Tafeln in Deutschland aufmerksam.

## Einzelbelege
1. ↑  Die Story. Dominik Kollmann.
2. ↑  Sendung Hoffmann & Kollmann Radioshow. egoFM.
3. ↑  Tom Sprenger: egoFM sendet einen ganzen Tag live vom Badesee. Radiowoche.de, 18. Juli 2019.
4. ↑  News. (Seite nicht mehr abrufbar, festgestellt im Februar 2025. Suche in Webarchiven) Hoffmann & Kollmann.
5. ↑  Sendeplan. (Memento vom 16. September 2024 im Internet Archive) egoFM.
6. ↑  Nominiert in der Kategorie „Bestes Entertainment“. Deutscher Radiopreis, 5. September 2024.
7. ↑  Hoffmann & Kollmann – Völlig überzogen. (Memento vom 10. April 2021 im Internet Archive) In: Deutscher Podcast Preis.
8. ↑  Hoffmann & Kollmann helfen mit – Ein Tag bei der Münchner Tafel. EgoFM, 3. Dezember 2019.